# 유메 마오토
유메 마오토(일본어: ゆめ 真音 ゆめ まおと[*], 2월 21일 - )는 일본의 배우이다. 전 다카라즈카 가극단 유키구미 남역이다.
구마모토현 구마모토시, 쿠라쿠기념 국제고등학교 출신이다. 키 169cm, 애칭은 "마오토", "켄지"이다.

## 약력
2012년, 다카라즈카 음악학교에 입학.
2014년, 다카라즈카 가극단 100기생으로 입단. 츠키구미 공연 「다카라즈카오도리 / 내일의 지침 / TAKARAZUKA 화시집 100!!」로 초무대를 밟음.
2015년, 구미마와리가 끝나고 유키구미에 배속.
2021년 4월 11일, 노조미 후토ㆍ마아야 키호 톱콤비 퇴단공연 「fff／실크로드」 도쿄 공연 천추락을 기해, 다카라즈카 가극단을 퇴단.
퇴단 후에는 무대를 중심으로 활동을 계속하고 있다.

## 재단 시 주요 무대
| 재단 시 주요 무대 | 재단 시 주요 무대 | 재단 시 주요 무대                                  | 재단 시 주요 무대                      | 재단 시 주요 무대                            | 재단 시 주요 무대                       |
| 기간 (월)         | 소속              | 제목                                               | 공연장                                 | 배역                                         | 비고                                    |
| ----------------- | ----------------- | -------------------------------------------------- | -------------------------------------- | -------------------------------------------- | --------------------------------------- |
| 2014년            |                   |                                                    |                                        |                                              |                                         |
| 3 - 6             | 츠키              | 다카라즈카 오도리                                  | 다카라즈카 대극장                      |                                              | 초무대                                  |
| 3 - 6             | 츠키              | 내일의 지침 -센츄리호 항해일지-                    | 다카라즈카 대극장                      |                                              | 초무대                                  |
| 3 - 6             | 츠키              | TAKARAZUKA 화시집 100!!                            | 다카라즈카 대극장                      |                                              | 초무대                                  |
| 8 - 11            | 하나              | 엘리자베트 -사랑과 죽음의 윤무-                    | 다카라즈카 대극장 도쿄 다카라즈카 극장 |                                              | 구미마와리                              |
| 2015년            |                   |                                                    |                                        |                                              |                                         |
| 5                 | 유키              | 별빛의 사람                                        | 하카타좌                               | 이토 슈노스케                                |                                         |
| 5                 | 유키              | 팬시 가이!                                         |                                        |                                              |                                         |
| 7 - 10            | 유키              | 별이 만나는 하룻밤 (星逢一夜)                      | 다카라즈카 대극장 도쿄 다카라즈카 극장 | 나베시마 나오미 (신인공연) 라이타 (신인공연) | 본역 : 오우지 카오루 본역 : 하나에 치호 |
| 7 - 10            | 유키              | La Esmeralda                                       | 다카라즈카 대극장 도쿄 다카라즈카 극장 |                                              |                                         |
| 11                | 유키              | 은 두 관                                           | 바우홀                                 |                                              |                                         |
| 2016년            |                   |                                                    |                                        |                                              |                                         |
| 2 - 5             | 유키              | 바람의 검심                                        | 다카라즈카 대극장 도쿄 다카라즈카 극장 | 신문팔이 (신인공연) 시키조 (신인공연)        | 본역 : 쿠죠 아스 본역 : 마나 하루토     |
| 6 - 7             | 유키              | 돈 주앙                                            | KAAT카나가와 예술극장 드라마시티       |                                              |                                         |
| 7                 | 유키              | Bow Singing Workshop〜유키〜                       | 바우홀                                 |                                              |                                         |
| 10 - 12           | 유키              | 사립탐정 케이레브 헌트                             | 다카라즈카 대극장 도쿄 다카라즈카 극장 | 살인청부업자 (신인공연)                      |                                         |
| 10 - 12           | 유키              | Greatest HITS!                                     | 다카라즈카 대극장 도쿄 다카라즈카 극장 |                                              |                                         |
| 2017년            |                   |                                                    |                                        |                                              |                                         |
| 2                 | 유키              | 별이 만나는 하룻밤 (星逢一夜)                      | 중일극장                               | 시오타/악동                                  |                                         |
| 2                 | 유키              | Greatest HITS!                                     | 중일극장                               |                                              |                                         |
| 4 - 7             | 유키              | 막말태양전                                         | 다카라즈카 대극장 도쿄 다카라즈카 극장 | 멋쟁이 나가츠구 목공 나가베 (신인공연)       | 본역 : 마나 하루토                      |
| 4 - 7             | 유키              | Dramatic “S”!                                      | 다카라즈카 대극장 도쿄 다카라즈카 극장 |                                              |                                         |
| 8 - 9             | 유키              | CAPTAIN NEMO                                       | 일본청년관 드라마시티                  | 야니스                                       |                                         |
| 11 - 18년 2       | 유키              | 빛이 내리는 거리 ~혁명가, 맥시밀리안 로베스피에르~ | 다카라즈카 대극장 도쿄 다카라즈카 극장 | 집사 루노 (신인공연) 신문팔이 (신인공연)     | 본역 : 소노 하루토 본역 : 스와 사키     |
| 11 - 18년 2       | 유키              | SUPER VOYAGER!                                     | 다카라즈카 대극장 도쿄 다카라즈카 극장 |                                              |                                         |
| 2018년            |                   |                                                    |                                        |                                              |                                         |
| 3 - 4             | 유키              | 요시츠네요우코무겐자쿠라                           | 바우홀                                 | 이마와카                                     |                                         |
| 6 - 9             | 유키              | 개선문                                             | 다카라즈카 대극장 도쿄 다카라즈카 극장 | 노동자 프랑스와즈 (신인공연)                 | 본역 : 미호 케이코                      |
| 6 - 9             | 유키              | Gato Bonito!!                                      | 다카라즈카 대극장 도쿄 다카라즈카 극장 |                                              |                                         |
| 11 - 19년 2       | 유키              | 팬텀                                               | 다카라즈카 대극장 도쿄 다카라즈카 극장 | 보이장 모크 레일 (신인공연)                  | 본역 : 쿠죠 아스                        |
| 2019년            |                   |                                                    |                                        |                                              |                                         |
| 3 - 4             | 유키              | PR×PRince                                          | 바우홀                                 | 다미안                                       |                                         |
| 5 - 9             | 유키              | 미부의사전                                         | 다카라즈카 대극장 도쿄 다카라즈카 극장 | 타니 산쥬로 (신인공연)                       | 본역 : 소노 하루토                      |
| 5 - 9             | 유키              | Music Revolution!                                  | 다카라즈카 대극장 도쿄 다카라즈카 극장 |                                              |                                         |
| 10                | 유키              | 할리우드 가십                                      | KAAT카나가와 예술극장 드라마시티       | 기자                                         |                                         |
| 2020년            |                   |                                                    |                                        |                                              |                                         |
| 1 - 2             | 유키              | ONCE UPON A TIME IN AMERICA                        | 다카라즈카 대극장                      | 라비 보석점 점주 (신인공연)                  | 본역 : 쿠죠 아스                        |
| 2 - 3             | 유키              | ONCE UPON A TIME IN AMERICA                        | 도쿄 다카라즈카 극장                   | 라비                                         |                                         |
| 8 - 9             | 유키              | 화염의 볼레로                                      | 우메다 예술극장                        | 테오도르                                     |                                         |
| 8 - 9             | 유키              | Music Revolution! -New Spirit-                     | 우메다 예술극장                        |                                              |                                         |
| 2021년            |                   |                                                    |                                        |                                              |                                         |
| 1 - 4             | 유키              | fff -포르티시시모-                                 | 다카라즈카 대극장 도쿄 다카라즈카 극장 | 브로닝가의 집사                              | 퇴단공연                                |
| 1 - 4             | 유키              | 실크로드 ~도적과 보석~                             | 다카라즈카 대극장 도쿄 다카라즈카 극장 |                                              | 퇴단공연                                |

## 퇴단 후 주요 무대

### 무대
| 기간 (월)   | 제목                      | 공연장                                    | 배역          | 비고 |
| ----------- | ------------------------- | ----------------------------------------- | ------------- | ---- |
| 2021년      |                           |                                           |               |      |
| 10          | 8인의 여자들              | 우디시어터 나카메구로                     |               |      |
| 2022년      |                           |                                           |               |      |
| 3 - 4       | 우미가이 diary            | 시어터 샌몰 ABC홀                         |               |      |
| 6           | The Great Gatsby In Tokyo | 미츠코시 극장                             | 데이지 뷰캐넌 |      |
| 10 - 23년 1 | 엘리자베트                | 제국극장 미소노좌 우메다예술극장 하카타좌 |               |      |